# 凶器 (電影)
《凶器》（英語：Weapons）是一部2025年美國懸疑恐怖片，由札克·克瑞格編導，喬許·布洛林、茱莉亞·加納、艾登·艾倫瑞克、奥斯汀·艾布拉姆斯、凱瑞·克里斯多夫、王漢斌和艾美·麥蒂根主演。故事講述在梅布魯克小鎮裡，同一個班級的17個孩子同時神秘失蹤。
《凶器》由華納兄弟影業排定2025年8月8日於美國上映，口碑票房雙收。

## 劇情大綱
本片採用非線性敘事，情節在多個角色間切換，他們的故事線在特定節點交匯融合。以下為情節的線性概述。
故事發生於賓夕法尼亞州梅布魯克鎮。在一個週三的淩晨2點17分，教師潔絲汀·甘迪（Justine Gandy）班上的17名三年級學生突然從家中跑出後集體失蹤，僅有學生艾力克斯·利里（Alex Lilly）倖免。警方隨即介入調查。事發近一個月後，由於社區普遍懷疑潔絲汀與失蹤案有關，校長馬可斯·米勒（Marcus Miller）令其停職。深感沮喪與孤立的潔絲汀再度沉溺於酒精，並向身為警官的前男友保羅·摩根（Paul Morgan）尋求慰藉。與此同時，失蹤兒童馬修（Matthew）的父親亞契·格拉夫（Archer Graff）因不滿警方調查遲緩，開始自行調查，並騷擾潔絲汀，在其車上噴塗「女巫」字樣。
潔絲汀因擔憂艾力克斯的安危而尾隨其回家，發現其家中所有窗戶均被報紙遮蔽，其父母則靜坐在沙發上一動不動。她將此情況告知馬可斯，並敦促其進行家庭訪問。此後，潔絲汀與亞契均在夢見失蹤兒童和一個妝容酷似小丑的神秘女子。當潔絲汀再次前往艾力克斯家附近監視時不小心在車上睡著，艾力克斯的母親以木偶般的姿態走出房屋，剪下潔絲汀的一縷頭髮。當地一名以銷贓為生的毒蟲詹姆斯（James）闖入艾力克斯家中行竊，發現了處於僵直狀態的艾力克斯父母以及地下室中的所有失蹤兒童。他試圖向警方報告以獲取懸賞金，卻被曾與他有衝突的警官保羅追趕。詹姆斯逃入樹林，並看見了潔絲汀與亞契夢中的女子。保羅最終抓獲詹姆斯，將其銬在車內，隨後獨自進入艾力克斯家調查，數小時後，保羅返回並將詹姆斯拖入屋內。
該神秘女子名為葛莉蒂絲（Gladys），她以艾力克斯阿姨的身份拜訪馬可斯校長，聲稱因艾力克斯父母感染肺癆而成為其監護人。當馬可斯堅持要求與艾力克斯父母見面後，葛莉蒂絲前往馬可斯與其丈夫泰瑞（Terry）的住所，利用從馬可斯辦公室偷來的緞帶，以及泰瑞和潔絲汀的頭髮施展儀式，成功將馬可斯迷惑。她操控馬可斯殺害了泰瑞，並派其去襲擊潔絲汀。在加油站，馬可斯打斷了正在爭執的潔絲汀與亞契，並發起攻擊，但隨即被過路汽車撞死。潔絲汀與亞契因此和解，並意識到失蹤兒童當晚的行進方向正是艾力克斯家。
葛莉蒂絲其實是一名瀕死的年邁女巫，她偽裝身份，利用目標的私人物品與頭髮施展咒語，以奴役他人並將其變為「凶器」。她控制了艾力克斯的父母，並以兩人的性命要脅艾力克斯保守秘密。在葛莉蒂絲的脅迫下，艾力克斯從同學們的置物櫃上抽走名牌。葛莉蒂絲對這些名牌下咒，將孩子們引至自己藏身的地下室，意圖吸取他們的生命力以延續自己的壽命。
潔絲汀與亞契進入艾力克斯家，遭到被葛莉蒂絲控制的保羅和詹姆斯攻擊，潔絲汀最終用保羅的配槍將兩人擊斃。亞契在地下室尋找兒子時遭葛莉蒂絲下咒轉而攻擊潔絲汀。與此同時，被自己受控的父母追殺的艾力克斯逃進葛莉蒂絲的房間，利用假髮上的頭髮成功複製了魔咒，使葛莉蒂絲成為目標。受此影響，被迷惑的兒童們轉而追擊葛莉蒂絲，最終將其分屍殺害。詛咒隨著葛莉蒂絲的死亡而被解除，所有倖存的受害者恢復清醒。潔絲汀與亞契生還，亞契與仍處於僵直狀態的兒子馬修重逢。
影片結尾的旁白交代，艾力克斯的父母因精神創傷被送入精神病院，艾力克斯則被一位更仁慈的阿姨收養並搬離小鎮。所有失蹤兒童均與家人團聚，但其中一些人仍未恢復語言能力。

## 演員
- 喬許·布洛林飾演亞契·格拉夫：失蹤兒童之一馬修的父親。[5]
- 茱莉亞·加納飾演潔絲汀·甘迪：發現自己班級空無一人的老師。[5]
- 凱瑞·克里斯多夫（英语：Cary Christopher）飾演艾力克斯·利里：潔絲汀班上唯一沒有失蹤的學生。
- 艾登·艾倫瑞克飾演保羅·摩根：一名深受情緒困擾的警員，潔絲汀的前男友。[5]
- 奥斯汀·艾布拉姆斯飾演詹姆斯：一名流浪的毒蟲兼竊賊。
- 王漢斌飾演馬可斯·米勒：校長，同情潔絲汀的境遇。
- 艾美·麥蒂根（英语：Amy Madigan）飾演格葛莉蒂絲·利里：艾力克斯古怪的姨婆，為兒童失蹤事件的幕後黑手。
- 莎拉·派斯頓（英语：Sara Paxton）飾演艾瑞卡：失蹤兒童之一貝莉的母親。
- 賈斯汀·隆飾演蓋瑞：失蹤兒童之一貝莉的父親。
- 珍·黛安·拉斐爾（英语：June Diane Raphael）飾演唐娜·摩根：保羅的妻子，艾德的女兒。
- 克萊頓·法瑞斯飾演泰瑞·米勒：馬可斯的丈夫。
- 惠特默·湯馬斯（英语：Whitmer Thomas） 飾演利里先生：艾力克斯的父親。
- 卡莉·舒瑞塔 飾演利里太太：艾力克斯的母親。
- 托比·哈斯飾演艾德·洛克警監：警監，唐娜的父親。
- 盧克·斯皮克曼飾演馬修·格拉夫：亞契的兒子，潔絲汀班上失蹤的學生之一。
- 史嘉蕾·薛爾（Scarlett Sher）飾演旁白小女孩：梅布魯克鎮學童，以旁白身分講述電影中的事件。

## 製作
在2022年電影《宿劫》取得票房成功以及影評人給予好評後，札克·克瑞格開始編寫一部名為《凶器》（Weapons）的新劇本。劇本被形容為一部「恐怖史詩片」，但對克瑞格來說，該片有著更「個人化」的故事，部分靈感來自保羅·湯瑪斯·安德森的1999年電影《心靈角落》。該劇本於2023年1月22日進入拍賣市場，並引起了Netflix、新線影業、三星影業和環球影業之間的競標戰。最終新線影業以3800萬美元獲得版權，克瑞格將獲得1000萬美元的片酬以及最終剪輯權 。喬丹·皮爾的公司猴掌製作公司與環球影業聯合參與了這場競標戰。競標失敗後，皮爾與長期合作夥伴喬爾·扎達克（MJoel Zadak）和彼得·普林西帕托（MPeter Principato）分道揚鑣，後者也是克瑞格的經紀人。
2023年5月，佩德羅·帕斯卡和蕾娜特·萊茵斯薇參與演出。2024年2月，帕斯卡因承諾出演漫威電影宇宙電影《驚奇4超人：第一步》而退出，喬許·布洛林為接替出演帕斯卡的角色進行洽談。4月，茱莉亞·加納和艾登·艾倫瑞克參與演出，而布洛林也確認演出。5月，宣布王漢斌、艾美·麥蒂根、奥斯汀·艾布拉姆斯、凱瑞·克里斯多夫（Cary Christopher）和珍·黛安·拉斐爾參與演出。
該片於2024年5月在亞特蘭大展開主要攝影。

## 發行
《凶器》由華納兄弟影業排定2025年8月8日於美國上映。此前，上映日期曾定於2026年1月16日。

## 迴響

### 評價
根据評論匯總网站爛番茄汇总的316篇评论文章，94%的评论家给予该作正面评价；在Metacritic上，46位影評人共給予了81分的分數（滿分100分），這部電影獲得了「一致好評」。據影院評分調查，觀眾的評價在A+至F間落於「A-」。

### 票房
| 上一届： 《驚奇4超人：第一步》 | 2025年美國週末票房冠軍 第32-33週 | 下一届： |

## 外部連結
- 官方网站
- 互联网电影数据库（IMDb）上《凶器》的资料（英文）
- 爛番茄上《凶器》的資料（英文）
- Metacritic上《凶器》的資料（英文）
- Box Office Mojo上《凶器》的資料（英文）
- 開眼電影網上《凶器》的資料（繁體中文）
- 豆瓣电影上《凶器》的資料 （简体中文）